# Fort Montebello

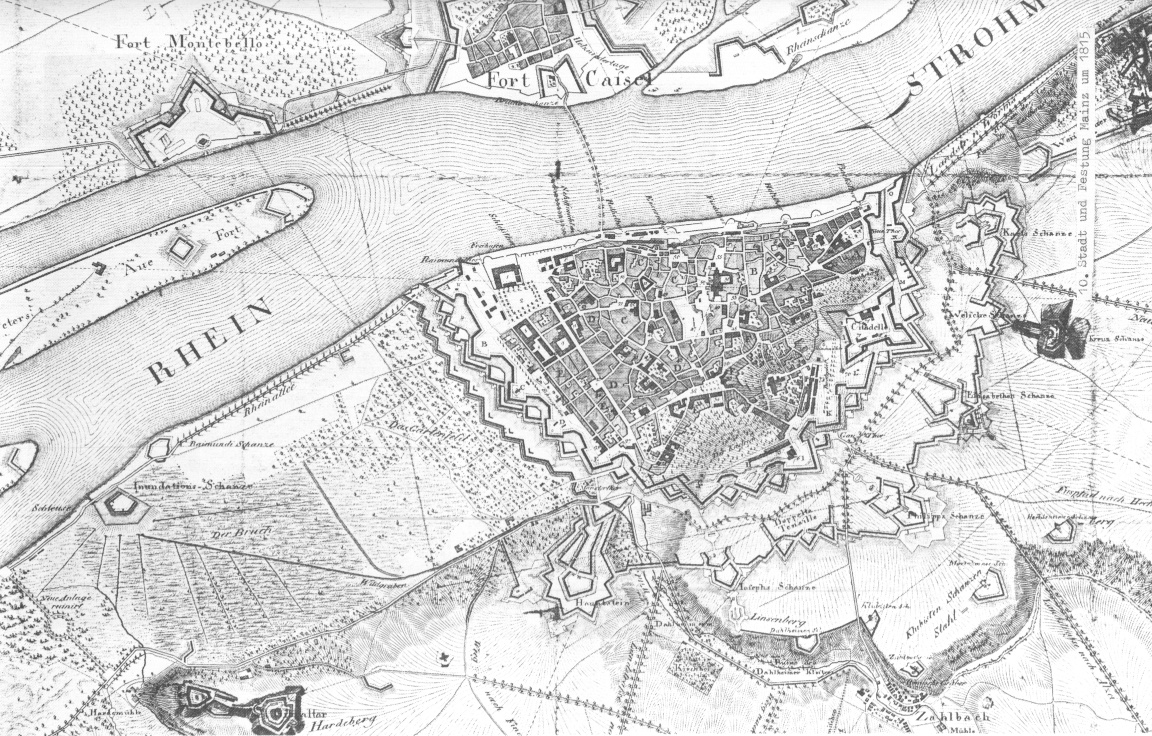
Plan de la place forte de Mayence au XIX. Le fort Montebello à un plan topographique militaire, levé par M. Hundeshagen

Le fort Montebello est une fortification militaire située à 1 300 pied au-dessous de Cassel tête de pont de Mayence sur la rive droite du Rhin et vis-à-vis l'île Saint-Pierre au nord-ouest de Mayence.

## Historique
La construction du fort débuta en 1805, soit huit ans après l'annexion de Mayence au Traité de Campo-Formio et se termina en 1813. Ce fort forme un site stratégique protégeant l'aile gauche de la forteresse de Mayence contre le Duché de Nassau, enfin toute l'île de Saint-Pierre fut défendue par plusieurs batteries. Bonaparte, couronné empereur des Français en 1804 sous le nom de Napoléon, voulait faire de la ville une place forte de son empire. Le fort tire son nom de la Bataille de Montebello (1800).
Le fort est édifié au talweg entre Cassel et Biebrich et constitue un ensemble d'un bastion et deux demi-bastions.
Les forts ont été restaurés et renforcés par les ingénieurs prussiens. Au temps de la Confédération germanique, il portait le nom de « Fort Großherzog von Hessen » (« Fort Grand-duc de Hesse ») .